# Aron Alexanderson
Aron Martin Alexanderson, född den 10 april 1841 i Stockholm, död den 11 juni 1930 i Lund, var en svensk klassisk filolog och universitetslärare. 
Student vid Uppsala universitet 1860 förvärvade Alexanderson där 1866 den filosofiska graden samt utnämndes 1868 till docent och 1875 till adjunkt i grekiska språket och litteraturen vid Uppsala universitet. År 1879 blev han extra ordinarie professor i klassiska språk vid Lunds universitet och 1890 ordinarie professor i grekiska där. Han avgick från professuren och blev emeritus 1906.
Alexanderson belönades 1869 med Letterstedtska priset för sin metriska översättning av Aischylos skådespel: De sju mot Thebe.  Bland hans övriga arbeten märks Grekisk metrik (1877) och Grekisk fornkunskap (tillsammans med O. V. Knös, 5 häften 1881–1885), Den grekiska trieren (1914) och Oidipus-sagans tragedier (1921). För sistnämnda arbete erhöll han ännu en gång Letterstedtska priset.
Aron Alexandersons föräldrar var rådmannen Fredrik Bernhard Alexanderson och Katarina Henrika Nordström. Han gifte sig 1873 med Amelie von Heidenstam och var far till uppfinnaren Ernst Alexanderson.